# Seznam zápasů československé a norské hokejové reprezentace
Seznam zápasů československé a norské hokejové reprezentace uvádí data, výsledky a místa konání vzájemných zápasů hokejových reprezentací Československa a Norska.

## Lední hokej na olympijských hrách
| Datum utkání | Výsledek | Rok  | Místo       | Branky Československa |
| ------------ | -------- | ---- | ----------- | --- |
| 16. 2. 1952  | 6 : 0    | 1952 | Oslo        | 3× Slavomír Bartoň, 2× Jiří Sekyra, Vlastimil Bubník                                                                        |
| 12. 2. 1980  | 11 : 0   | 1980 | Lake Placid | 2x Jaroslav Pouzar, 2x Bohuslav Ebermann, 2x Milan Nový, 2x Peter Šťastný, Marián Šťastný, Vladimír Martinec, Anton Šťastný |
| 8. 2. 1984   | 10 : 4   | 1984 | Sarajevo    | 3x Vincent Lukáč, 2x Jiří Hrdina, Dušan Pašek, Vladimír Caldr, Vladimír Růžička, Arnold Kadlec, Radoslav Svoboda            |
| 17. 2. 1988  | 10 : 1   | 1988 | Calgary     | 2x Dušan Pašek, Jaroslav Benák, Jiří Lála, Igor Liba, David Volek, Jiří Hrdina, Antonín Stavjaňa, Rudolf Suchánek, Petr Vlk |
| 8. 2. 1992   | 10 : 1   | 1992 | Albertville | 3x Petr Rosol, Otakar Janecký, Richard Žemlička, Tomáš Jelínek, Ladislav Lubina, Róbert Švehla, Radek Ťoupal, Jiří Šlégr    |

## Mistrovství světa v ledním hokeji
| Datum utkání | Výsledek | Rok  | Místo      | Branky Československa                                                                                             |
| ------------ | -------- | ---- | ---------- | --- |
| 17. 2. 1937  | 7 : 0    | 1937 | Londýn     | 3x Oldřich Kučera, 2x Josef Maleček, Jaroslav Císař, Ladislav Troják                                              |
| 3. 3. 1954   | 7 : 1    | 1954 | Stockholm  | 2x Vlastimil Bubník, 2x Bronislav Danda, Václav Pantůček, Stanislav Bacílek Miloslav Pospíšil                     |
| 8. 3. 1958   | 2 : 0    | 1958 | Oslo       | Miroslav Vlach, Jan Kasper                                                                                        |
| 8. 3. 1965   | 9 : 2    | 1965 | Tampere    | 2x Jaroslav Jiřík, 2x Josef Černý, Jozef Golonka, František Ševčík, Stanislav Prýl, František Tikal, Jan Suchý    |
| 19. 4. 1990  | 9 : 1    | 1990 | Bern       | 2x Zdeno Cíger, Leo Gudas, Jiří Hrdina, Jiří Doležal, Libor Dolana, Drahomír Kadlec, Ladislav Lubina, Jiří Kučera |
| 28. 4. 1992  | 6 : 1    | 1992 | Bratislava | 2x Robert Lang, Róbert Švehla, František Procházka, Bedřich Ščerban, František Musil                              |

## Ostatní zápasy
| Datum utkání | Výsledek | Rok       | Místo | Branky Československa |
| ------------ | -------- | --------- | ----- | --------------------- |
| 26. 12. 1952 | 9 : 0    | přátelsky | Praha |                       |
| 30. 12. 1953 | 7 : 2    | přátelsky | Oslo  |                       |
| 1. 1. 1954   | 6 : 5    | přátelsky | Oslo  |                       |
| 14. 11. 1959 | 8 : 0    | přátelsky | Oslo  |                       |
| 15. 11. 1959 | 9 : 1    | přátelsky | Oslo  |                       |
| 18. 4. 1992  | 8 : 1    | přátelsky | Oslo  |                       |
| 19. 4. 1992  | 7 : 3    | přátelsky | Oslo  |                       |

## Celková bilance vzájemných zápasů Československa a Norska
| Zápasy | Výhry | Remízy | Prohry | Skóre  |
| ------ | ----- | ------ | ------ | ------ |
| 18     | 18    | 0      | 0      | 141:23 |

- pokračuje Seznam zápasů české a norské hokejové reprezentace